# Johan Friedrich Bunte
Johan Friedrich Bunte  (Horn, circa 1769 – Amsterdam, 9 mei 1843) was een Duits/Nederlands violist en componist.

## Leven
Hij werd geboren binnen het gezin een stadsmuzikant. Hij was eerst getrouwd met Charlotte Elisabeth Vieregge, die hem een dochter (Sophia Juliana) en zoon schonk. Zij stierf in het kraambed bij de bevalling van Friedrich Bernhard Bunte. Bij zijn tweede vrouw Amelia Schmitz verwerkte hij nog zoon Ludwig August Bunte.
Zijn muzikale opleiding kreeg hij van zijn vader, voornamelijk op de viool. Het kind ontwikkelde zich snel en moest voor wat betreft opleiding overgedragen worden aan de heer Kittel, de concertmeester van het hoforkest van Vorstendom Lippe-Detmold. Zijn debuut zou hebben plaatsgevonden toen Bunte achttien jaar oud was, plaats van handeling was Osnabrück. Hij ging in die stad wonen en begon met componeren. Omdat hem daartoe de kennis ontbrak, nam hij enige lssen bij Veltman, de organist van Osnabrück. In 1794 verhuisde Bunte naar Lippstadt om er als muziekdirecteur te werken. Dan ook verschenen de eerste werkjes van zijn hand. In Lippstadt werd in 1800 zoon Friedrich Bernhard Bunte geboren.
In 1807 verhuisde Bunte met zijn gezin naar Amsterdam, alwaar het volgende jaar Louis Bunte werd geboren. De oude Bunte werd violist bij het orkest van de Duitse Opera in de toenmalige Stadsschouwburg van Amsterdam.

## Werken
- Drie concerten voor hobo (zijn broer was hoboIst).
- Concertante voor hobo en viool ( voor zijn broer)
- Concert en Concertino voor viool.
- Twee strijkkwartetten voor 2 violen alt en bas (in dit geval cello)
- Twee symfonieën (kende uitvoeringen in Enkhuizen, een daarvan draagt opus 9, Hummel, Berlijn)
- Hoornconcert
- Fagotconcert
- Drie concertaria’s en andere liederen
- Twee strijkkwartetten (geschreven in Amsterdam)
- Strijktrio (opus 6, Hummel, Berlijn)
- Drie duetten voor twee violen (opus 11, Hummel, Berlijn; later heruitgegeven door Th.J. Roothaan & Co, Amsterdam)
- Pianosonate (opus 4, Hummel, Berlijn)
- Concertant voor twee violen
- Concentino voor viool
- Dix variations pour violon principal, deux violons et violencello, sur l ‘air Allemand Kind, willst du ruhig schalfen; uitgegeven onder de naam Frédéric Bunte (opus 1, uitgeverij Offenbach am Main)

- Biografisch Portaal: 19261231
- Digitale Bibliotheek voor de Nederlandse Letteren: bunt002
- Gemeinsame Normdatei: 136085261
- International Standard Name Identifier: 0000 0000 5584 2943
- Nederlandse Thesaurus van Auteursnamen: 17486762X
- Virtual International Authority File: 80489645
- WorldCat: E39PBJgxpHmhgY4PGRww4G4yVC